# Eric Shanes
Eric Shanes, né le 21 octobre 1944 au Royaume-Uni et mort le 19 mars 2017, est un peintre et écrivain anglais qui s'est spécialisé dans l'art de Joseph Mallord William Turner